# Дергачевский уезд (Саратовская губерния)

## История
6-й Новоузенский съезд советов постановил разделить Новоузенский уезд на 3 уезда: Новоузенский, Дергачевский и Покровский.
21 июля 1920 года губернская административная комиссия утвердила раздел уезда.
По данным демографической, профессиональной переписи 28 августа 1920 года в Дергачевском уезде числилось 19 волостей.
Волости Дергачевского уезда Саратовской губернии:
| - 1 Антоновская. - 2 Алтатинская. - 3 Балашовская. - 4 Верхне- Кущинская. - 5 Головищенская | - 6 Ершовская. - 7 Калдинская. - 8 Краснореченская. - 9 Мавринская. - 10 Малаховская. | - 11 Миусская. - 12 Натальинская. - 13 Новоросляйская. - 14 Новорепенская. - 15 Озинская. | - 16 Осиново- Гайская. - 17 Перекопновская. - 18 Сафаровская. - 19 Дергачи. |

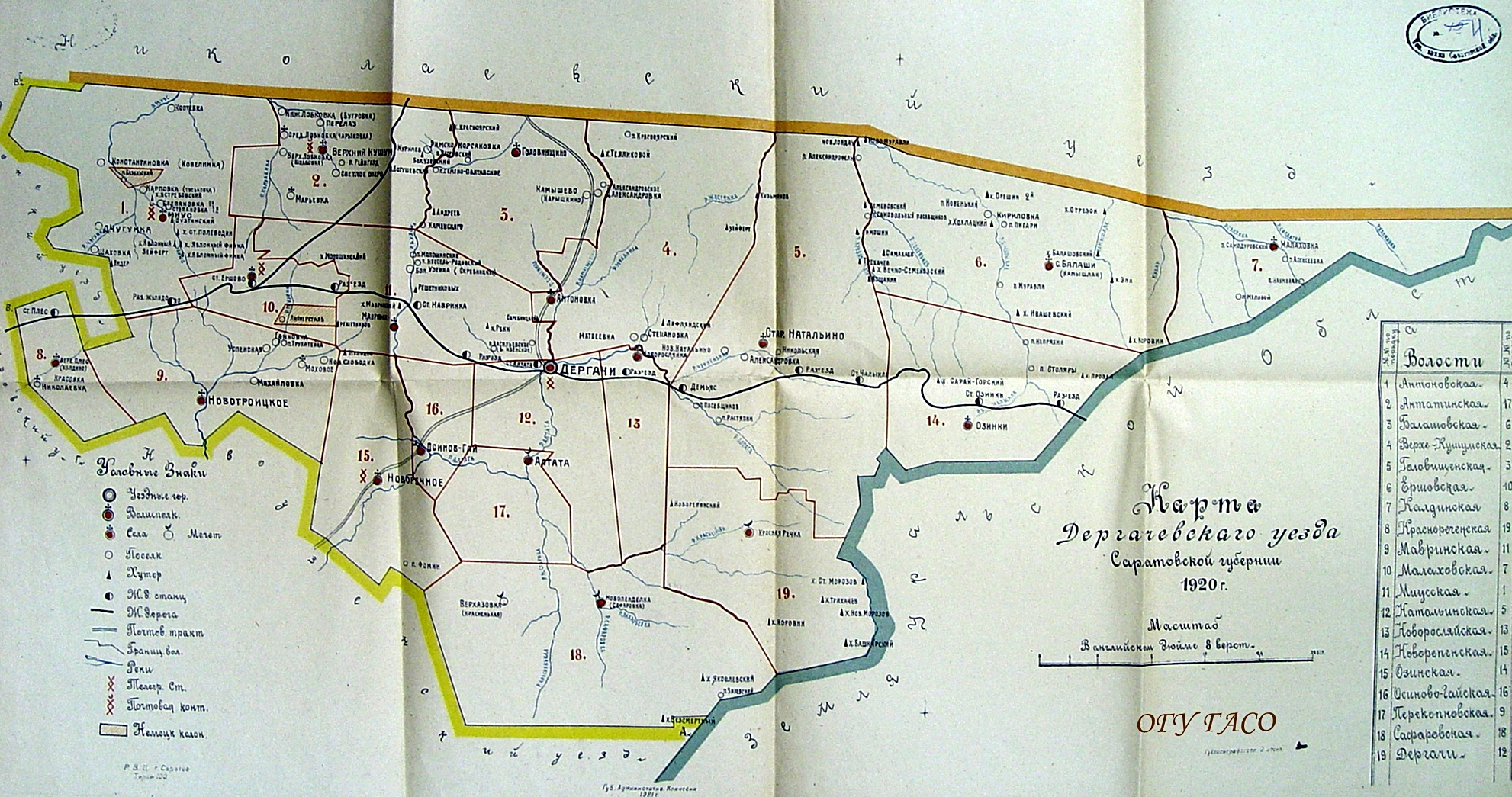
Дергачевский уезд Саратовской губернии 1920 г.

Разделение Новоузенского уезда на 3 уезда исключила работу по сокращению количества волостей за счет их укрупнения в Новоузенском и Дергачевском уездах до 1923 года.
В 1923 году Дергачевский уезд ликвидирован.